# Wodka in Polen

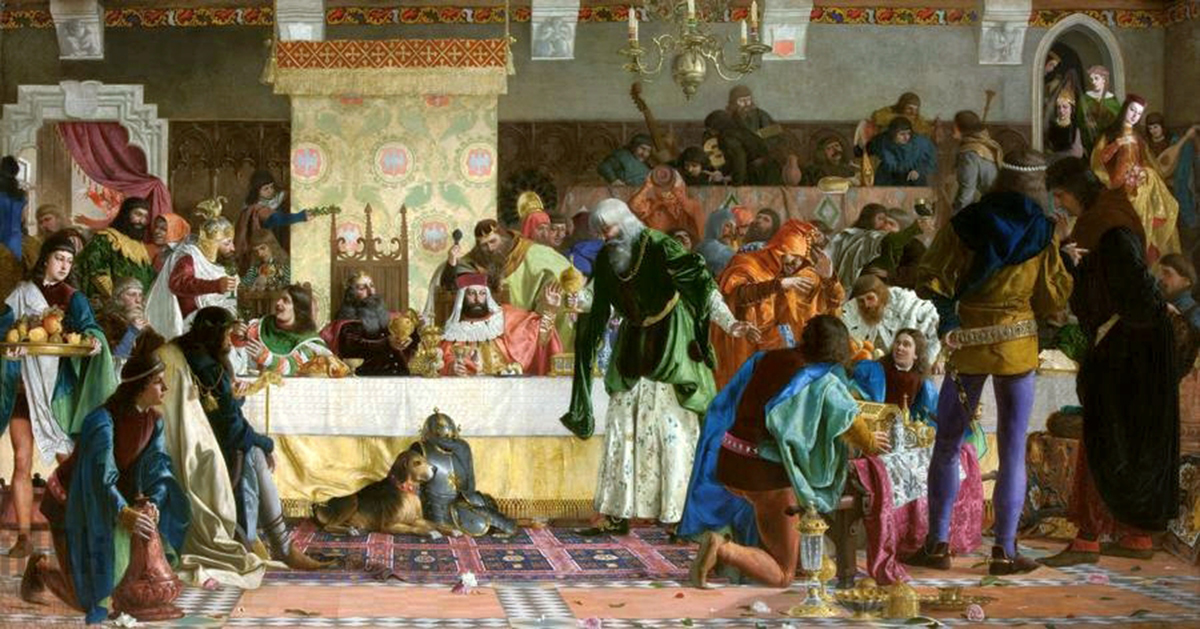
Abramowicz: Wierzynek-Fest, 1364

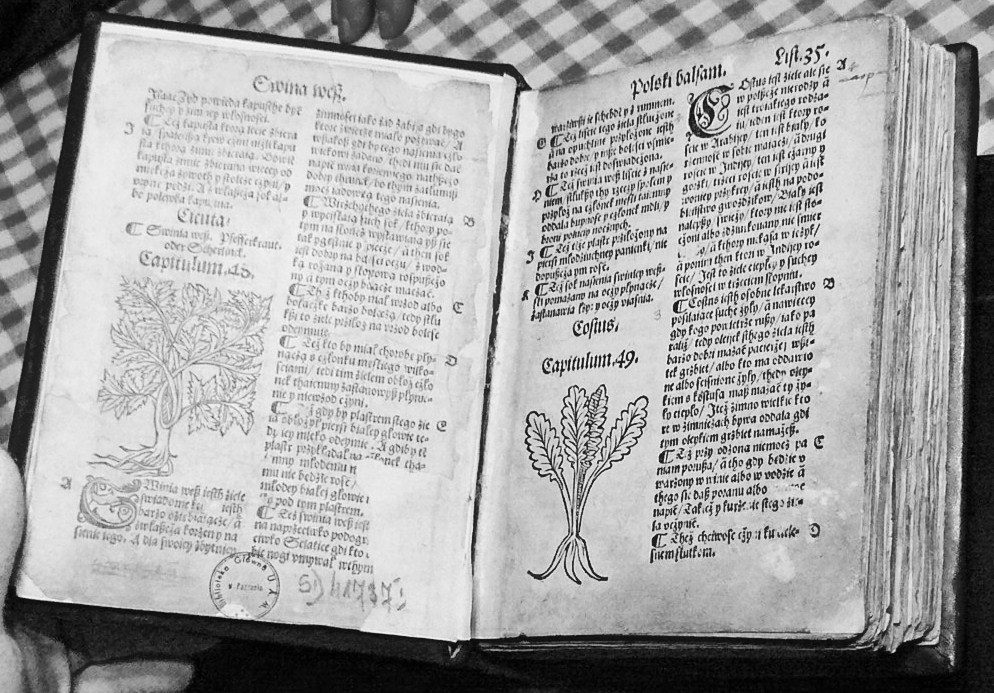
Falimirz: Über die Kräuter und ihre Kräfte, 1534

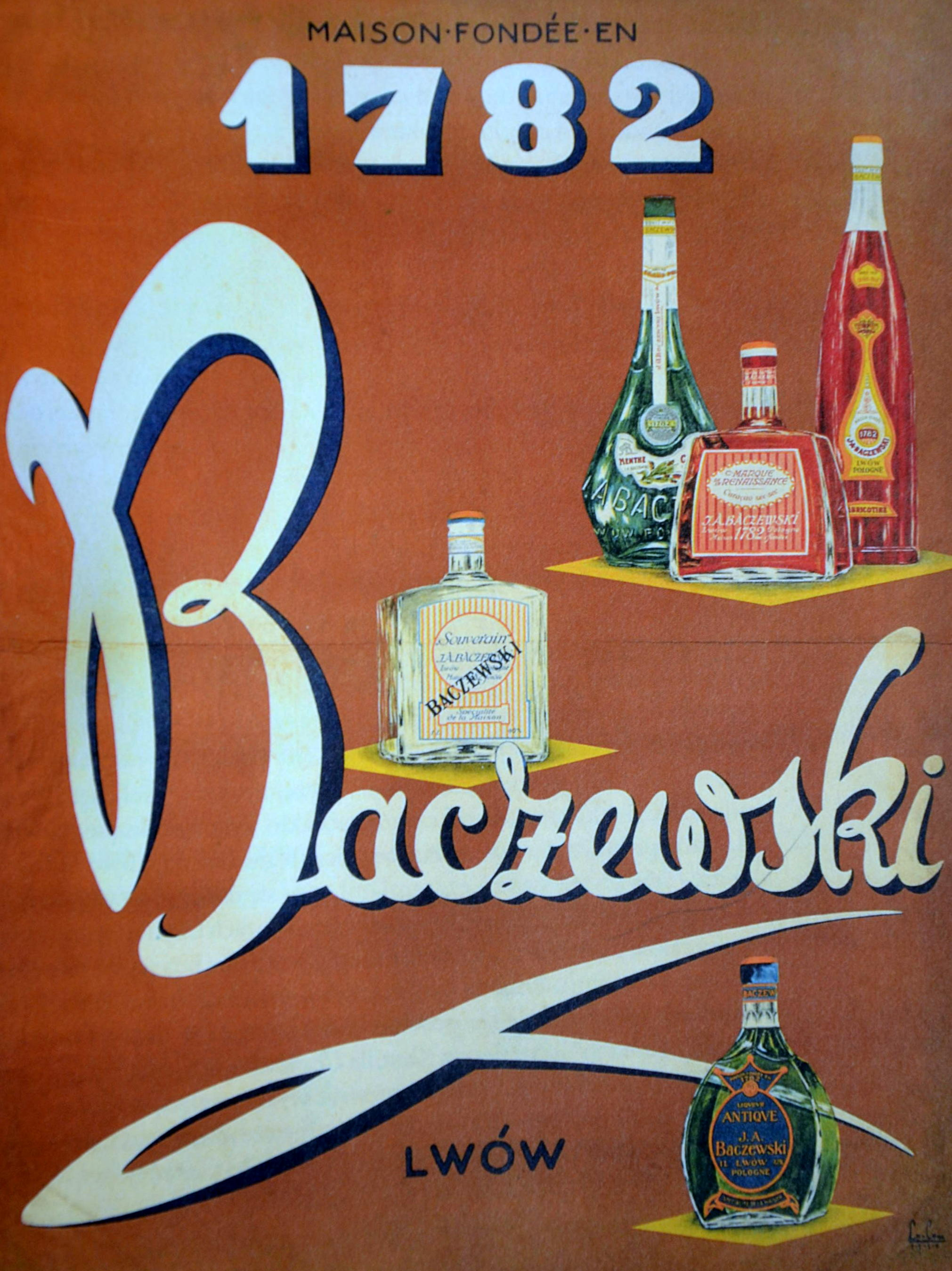
Wodkawerbung, 1914

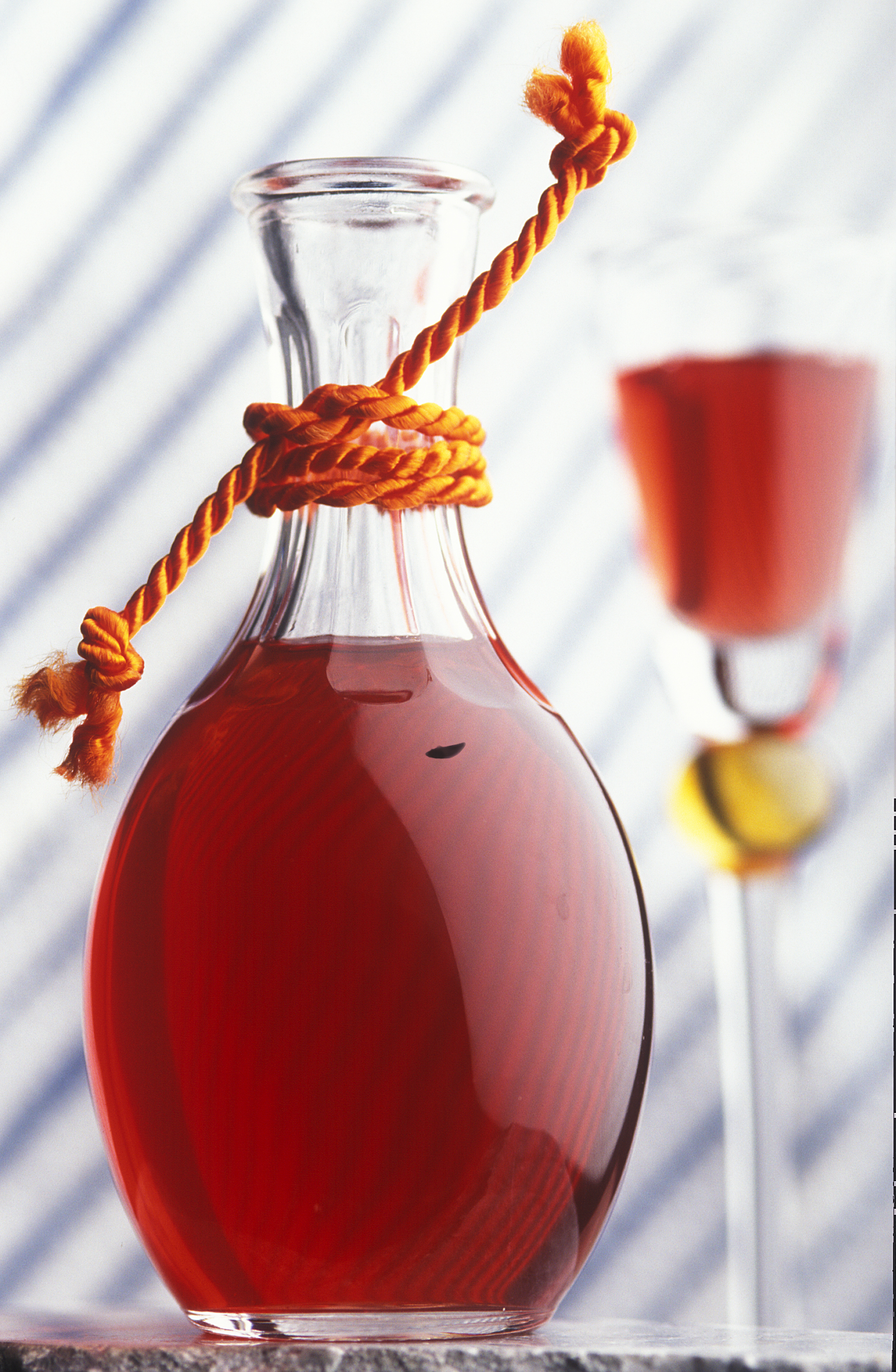
Hausgemachte Nalewka

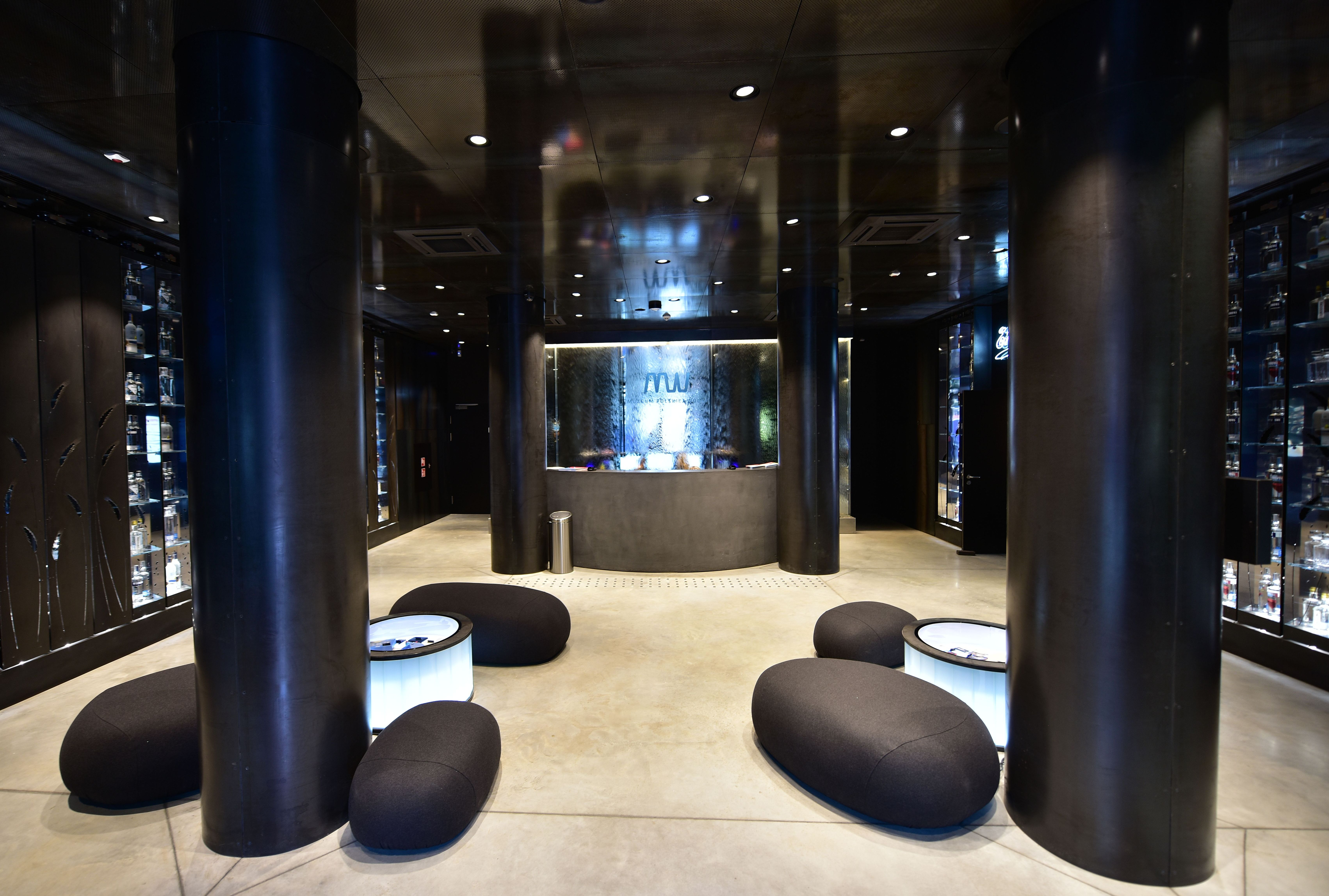
Museum des Polnischen Wodkas

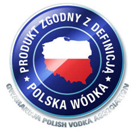
Gütezeichen des polnischen Wodkas, der nach dem Reinheitsgebot von 2013 erstellt wurde

Polen ist das Ursprungsland des Wodkas. In Polen war Wodka jahrhundertelang eines der beliebtesten Getränke. Polen ist mit 260 Millionen Liter gebranntem Wodka nach Russland, den USA und der Ukraine der weltweit viertgrößte Wodkaproduzent, sowie der größte in der EU.

## Geschichte

### Mittelalter
Der Arzt Nikolaus aus Polen, der am Hof von Leszek II. im 13. Jahrhundert tätig war, hat sich mit der Destillation von Alkohol zu medizinischen Zwecken beschäftigt und diese beschrieben. Sie wurde im 14. Jahrhundert an der medizinischen Fakultät der Krakauer Universität gelehrt. Die erste urkundliche Erwähnung des Wodkas stammt aus den Gerichtsakten von Sandomierz aus dem Jahr 1405. Es ist davon auszugehen, dass die Erfindung der Wodkaherstellung am Übergang des 14. zum 15. Jahrhundert erfolgte. Der mittelalterliche Wodka hatte eine Alkoholkonzentration von ca. 25 %. Zunächst wurde der Wodka nicht zum allgemeinen Konsum, sondern als Arzneimittel eingesetzt. Im Mittelalter machte er dem Bier und Wein in Polen keine ernsthafte Konkurrenz als Alltagsgetränk.

### Frühe Neuzeit
Der Arzt und Botaniker Stefan Falimirz aus Kraśnik sammelte gängige Rezepte und Herstellungsmethoden von verschiedenen Spirituosen, unter anderem des Wodkas und der Nalewkas sowie ihre heilsamen Wirkungen in dem 1534 veröffentlichten Buch O ziołach i mocy ich (deutsch: Über die Kräuter und ihre Kräfte). Als aufgrund des Beginns der Kleinen Eiszeit in der Frühen Neuzeit der Weinbau in Polen zurückging, stieg die Wodkaproduktion, die auch bald dem Bier in Polen Konkurrenz machte. Polen-Litauen war der größte Getreideproduzent in Europa. Getreide wurde die Weichsel hinuntergeschifft und dann über Danzig und Elbing nach Westeuropa, insbesondere die Niederlande und England exportiert. In der zweiten Hälfte des 17. Jahrhunderts waren sowohl die Absatzmärkte wie auch Polen-Litauen in zahlreiche militärische Konflikte involviert, was den Getreideexport verringerte, nicht jedoch die Getreideproduktion. Damit gab es ein Überangebot an Getreide in Polen-Litauen, das nun vermehrt zur Wodka-Herstellung verwendet wurde. Krakau, Posen und Danzig waren ihre Zentren. Als der Getreideexport Anfang des 18. Jahrhunderts sich wieder stabilisierte und sein Überangebot abgebaut war, wurden auch Kartoffeln zur Wodka-Herstellung verwendet. 1782 führte die Wodka-Brennerei J.A. Baczewski das bis heute gängige Destillationsverfahren in Wybranówka bei Lemberg ein. Im 19. Jahrhundert entstanden die meisten polnischen Wodka-Marken.

### Moderne
Nach dem Ersten Weltkrieg erließ man in der Zweiten Polnischen Republik ein Monopolgesetz für den Wodka. Es gab ca. 1200 Wodka-Brennereien. Während des Zweiten Weltkriegs wurden viele Wodka-Destillationen zerstört und geplündert. In der Volksrepublik Polen wurden sämtliche Brennereien 1973 in dem Staatsbetrieb Polmos organisiert. Dieses wurde 1991 wieder in verschiedene Einzelunternehmen aufgeteilt, die größtenteils bis 1998 privatisiert oder geschlossen wurden. 2013 wurde ein Reinheitsgebot für den polnischen Wodka erlassen. Im Jahr 2017 wurde in Warschau das Museum des polnischen Wodkas eröffnet, das sich mit der mehr als 600-jährigen Geschichte des Trunks beschäftigt. Der Wodka-Komsum geht in Polen seit den 1980er Jahren stetig zurück. Mittlerweile ist der Wodka nur noch das viertbeliebteste alkoholische Getränk in Polen. Das Bier ist wieder auf Platz eins.

## Rechtsgrundlagen
Die Wodkaproduktion, der -handel und -ausschank sind in Polen gesetzlich reguliert. Hierfür ist grundsätzlich eine Konzession erforderlich. Im Fall des Einzelhandels und Ausschanks an Endverbraucher ist das jeweilige Organ der kommunalen Selbstverwaltung für die Konzessionierung zuständig.
In Polen wird eine Branntweinsteuer als Verbrauchssteuer erhoben.
Der Alkoholkonsum im öffentlichen Raum ist in Polen reguliert. Es besteht ein generelles Konsumverbot mit der Option, dass die kommunale Selbstverwaltung Ausnahmen regeln kann.

## Wodkamarkt
Vor dem Zweiten Weltkrieg gab es in Polen 1200 Wodkabrennereien, im Jahr 1995 nur noch 950, im Jahr 2000 nur noch 380 und im Jahr 2016 nur noch 60. Die meisten Wodka-Produzenten stammen aus dem zerschlagenen Polmos und gehören ausländischen Großkonzernen:
- Polmos Zielona Góra, Polmos Poznań  – Teil des französischen Konzerns Pernod Ricard
- Polmos Białystok, ŚFD Sp. z o.o. w Wołczynie – Teil des US-amerikanischen Konzerns Central European Distribution Corporation
- Polmos Łańcut, Polmos Żyrardów, FWG w Starogardzie Gdańskim – Teil des französischen Konzerns Marie Brizard Wine & Spirits
- Polmos Wrocław – Teil von Akwawit S.A.
- Polmos Lublin – Teil von Stock Polska
- Polmos Szczecin – Teil von Szczecińska Fabryka Wódek „STARKA”
- Polmos Siedlce – Teil von Podlaska Wytwórnia Wódek „Polmos”
- Polmos Toruń – Teil von Toruńskie Wódki Gatunkowe
- Polmos Bielsko-Biała
- Polmos Warszawa

Andere Spin-offs von Polmos, wie Koneser Warszawa, Polmos Łódź, Polmos w Sieradzu und Polmos Kraków, wurden liquidiert.

## Wodkamarken

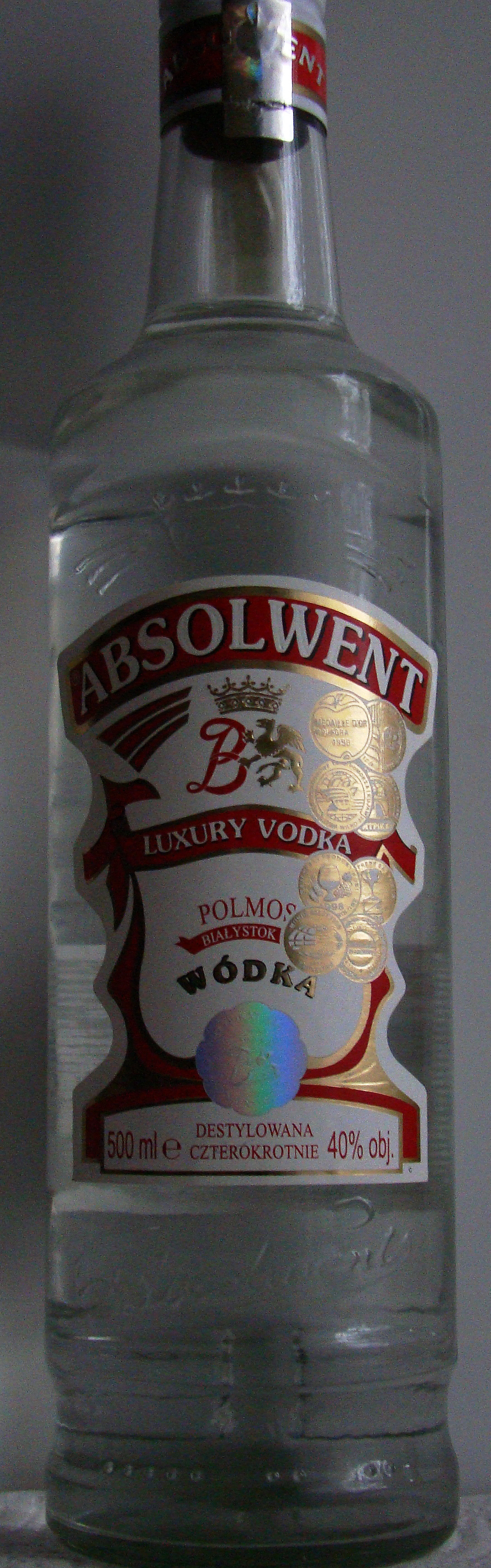
Absolwent
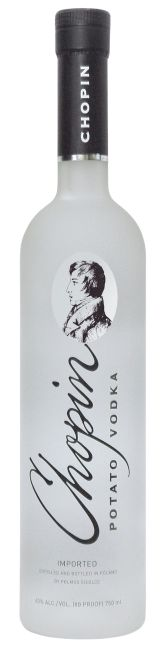
Chopin
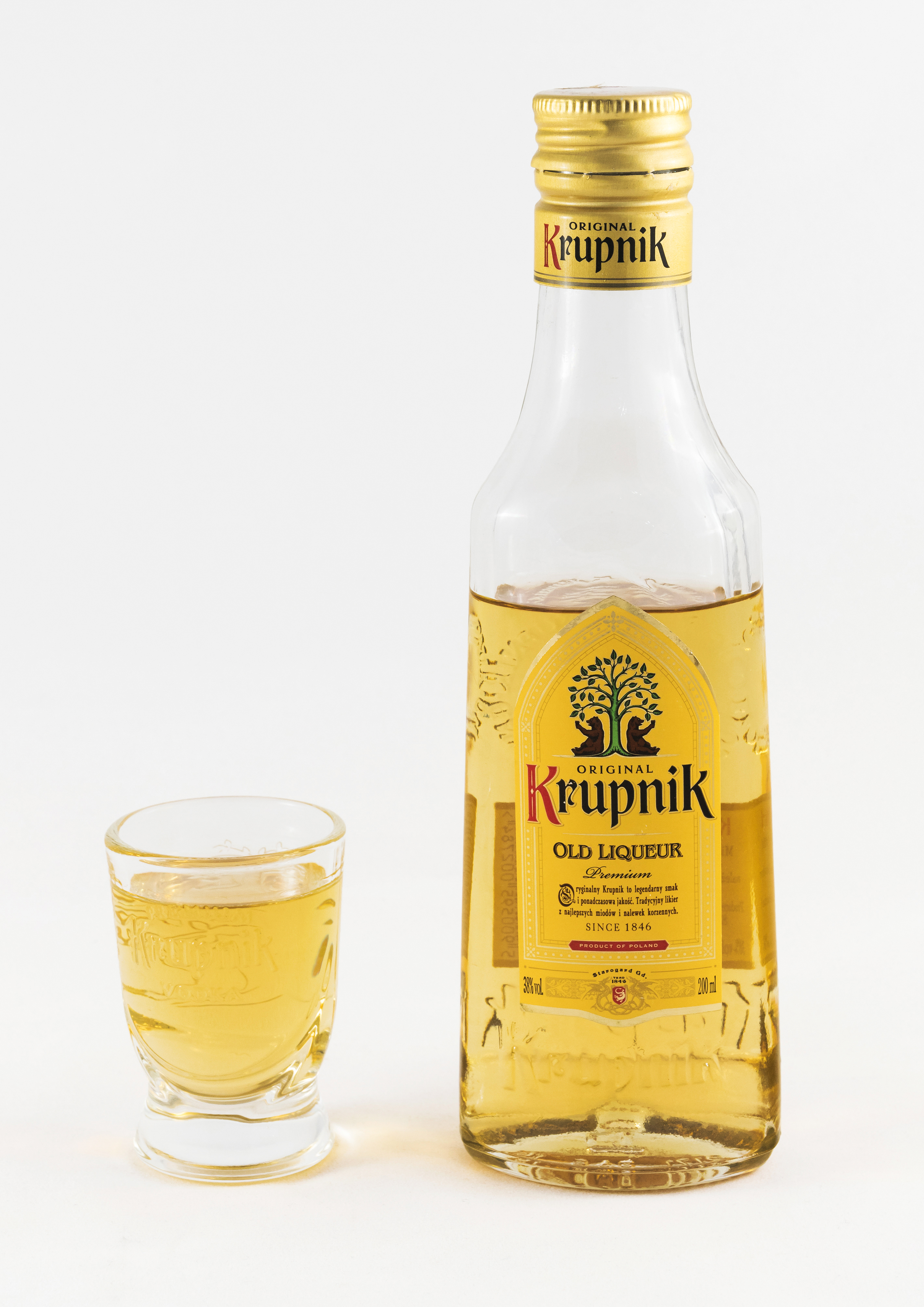
Krupnik
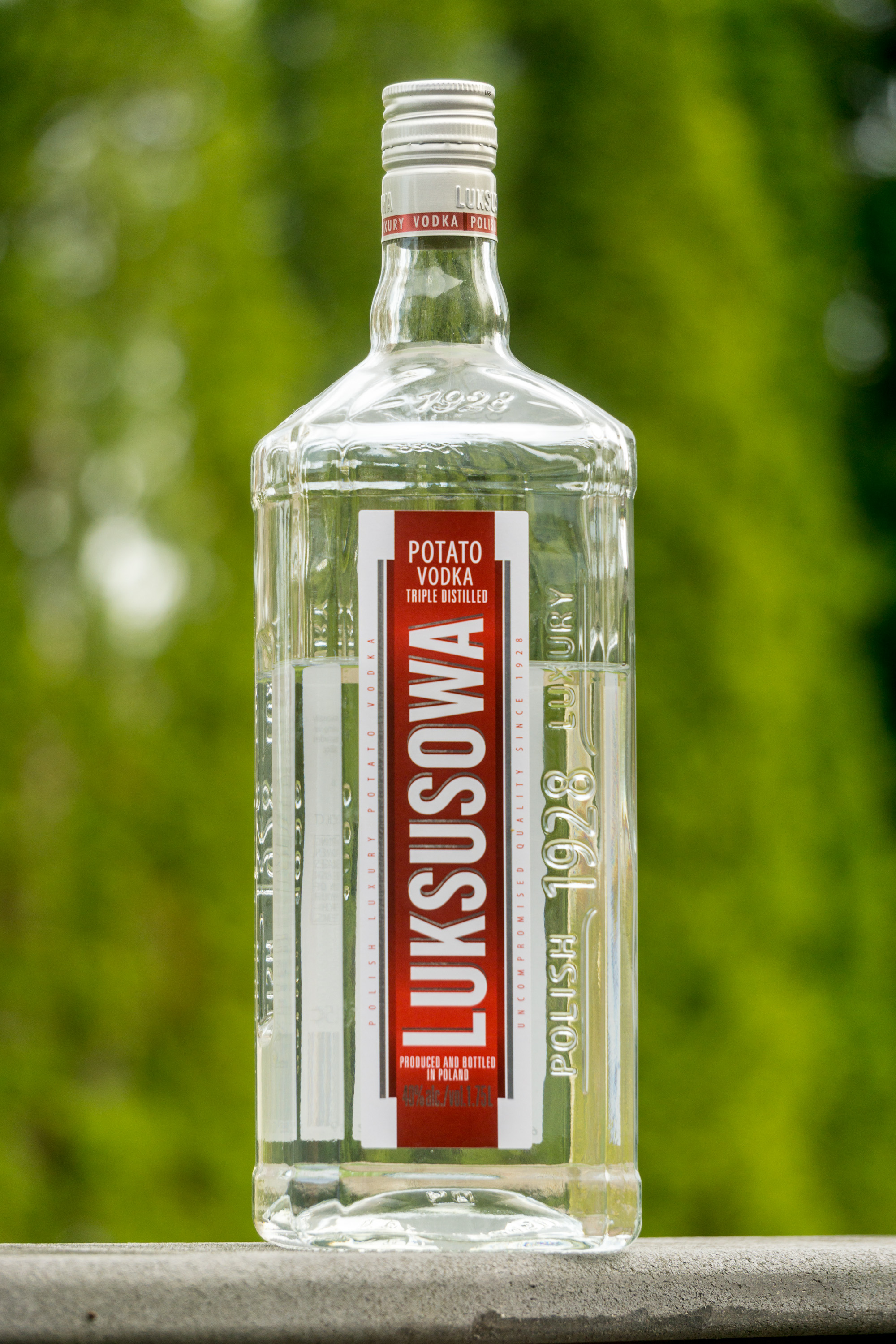
Luksusowa
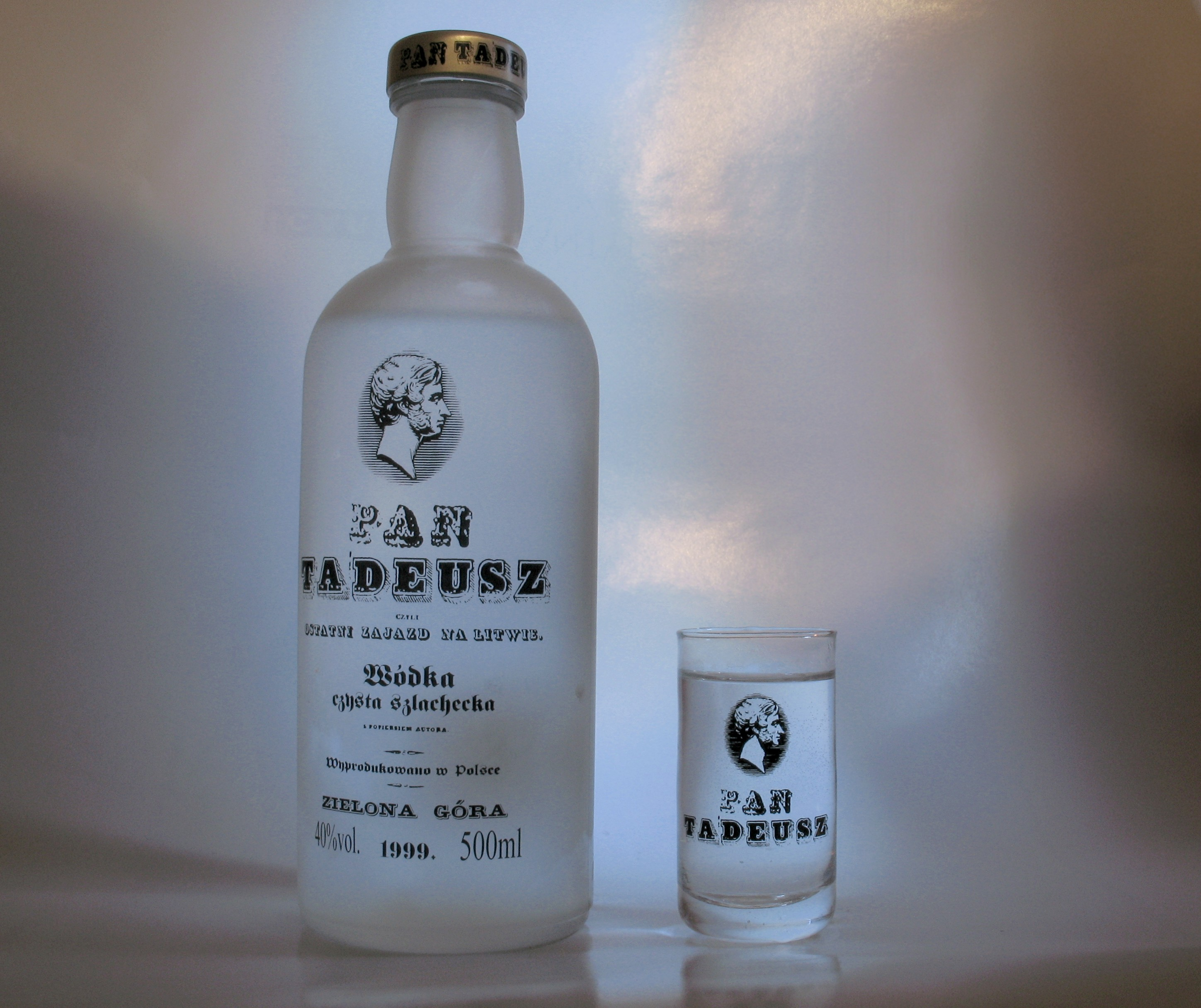
Pan Tadeusz
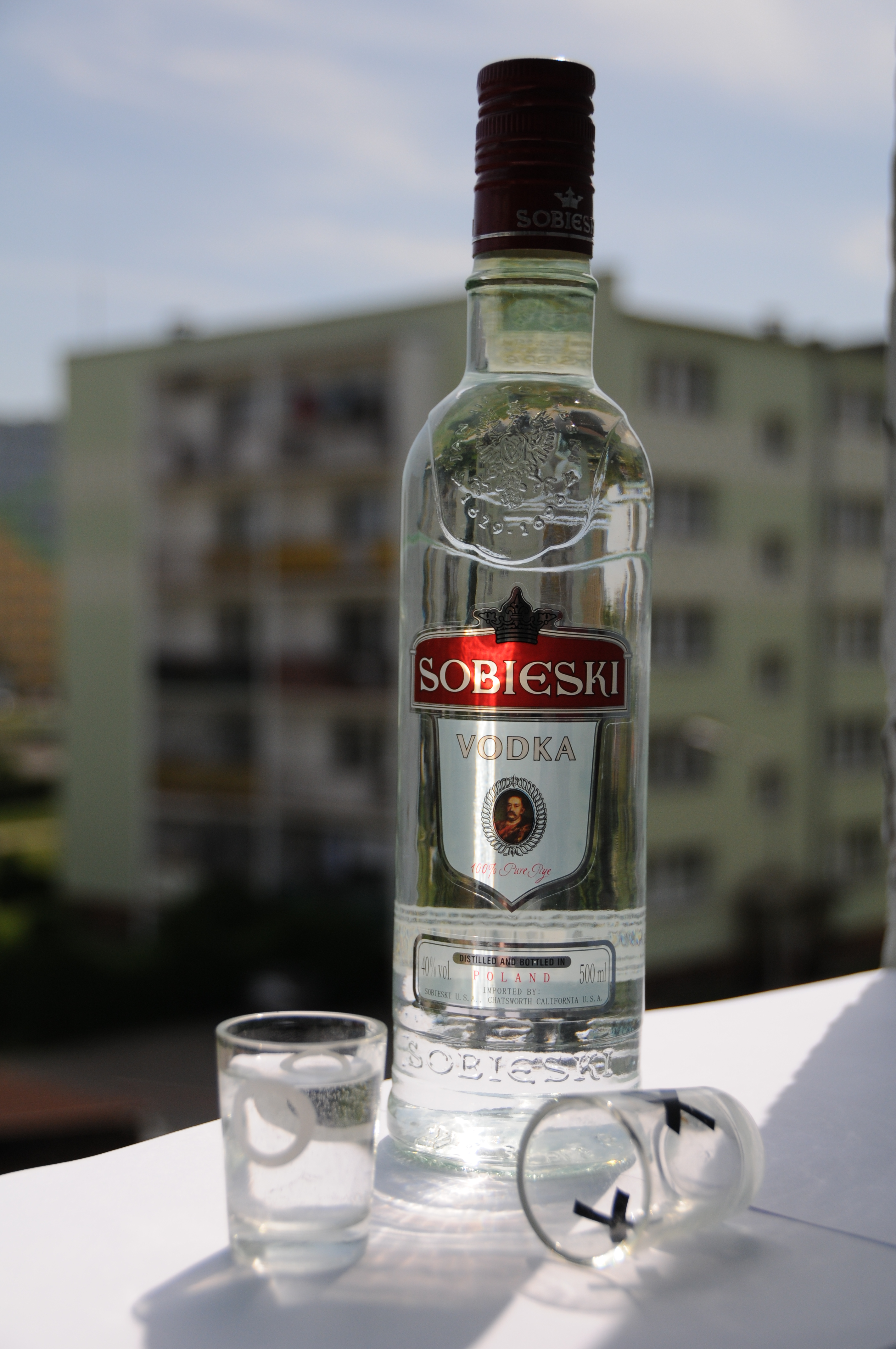
Sobieski
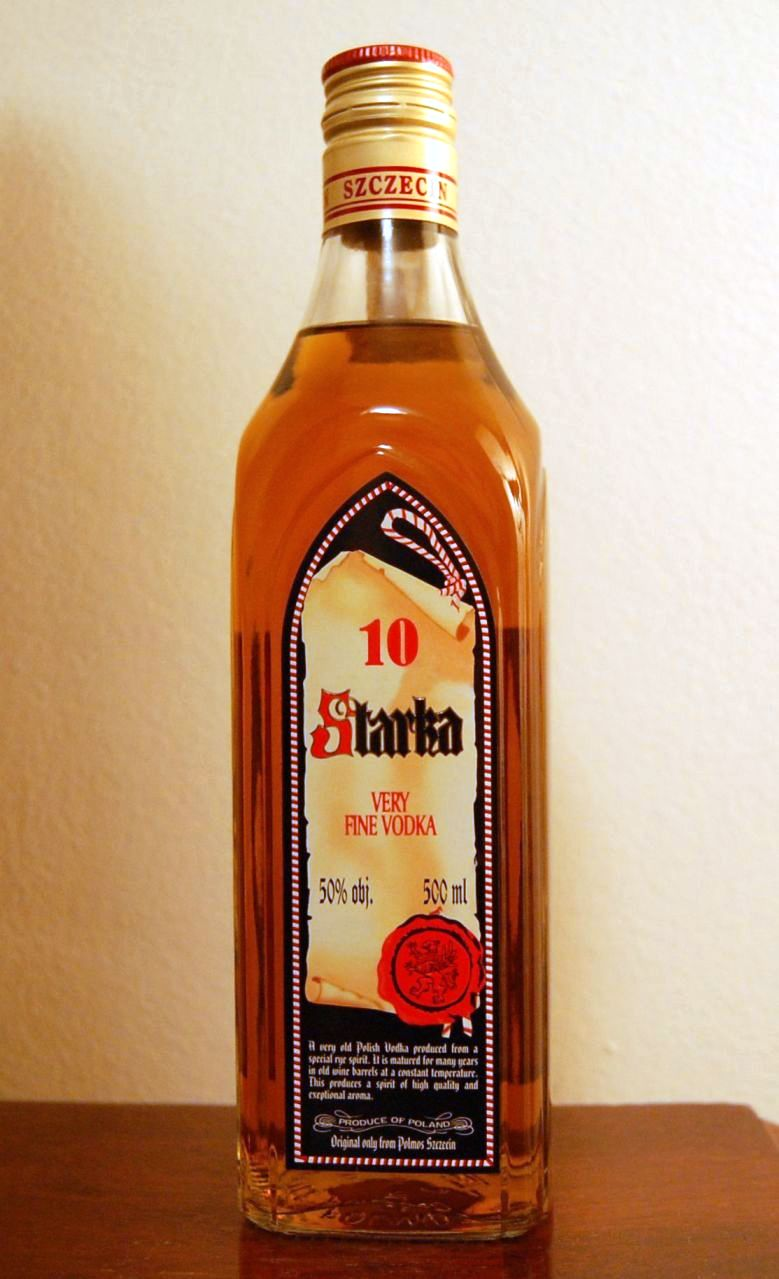
Starka
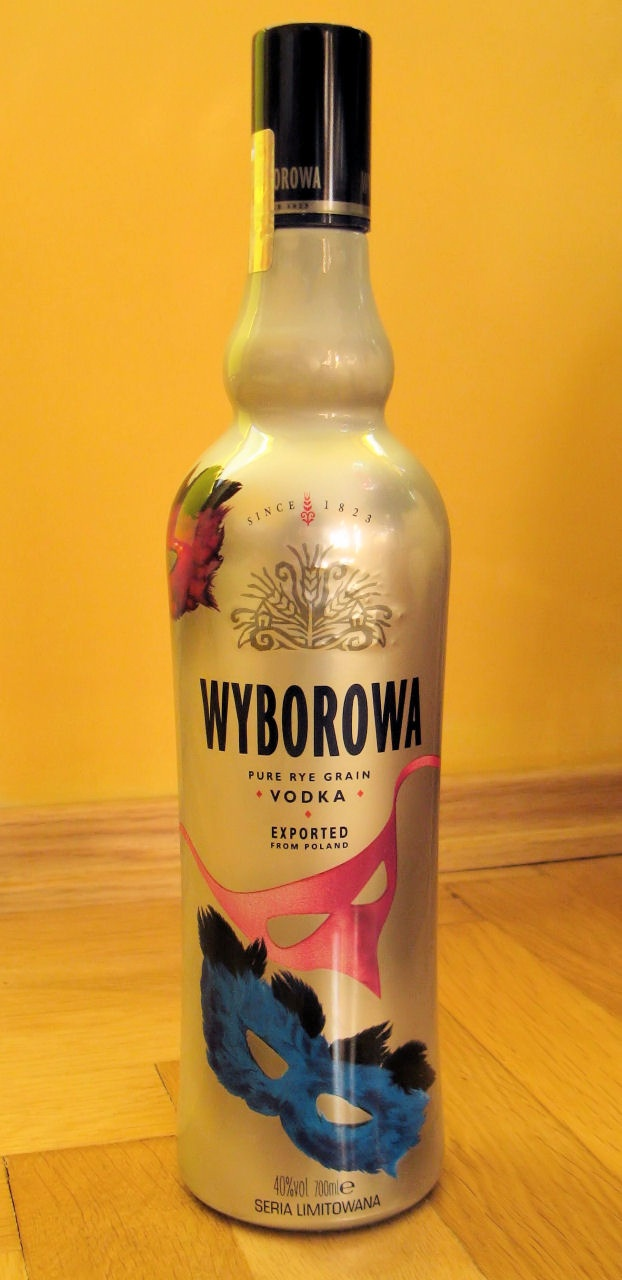
Wyborowa
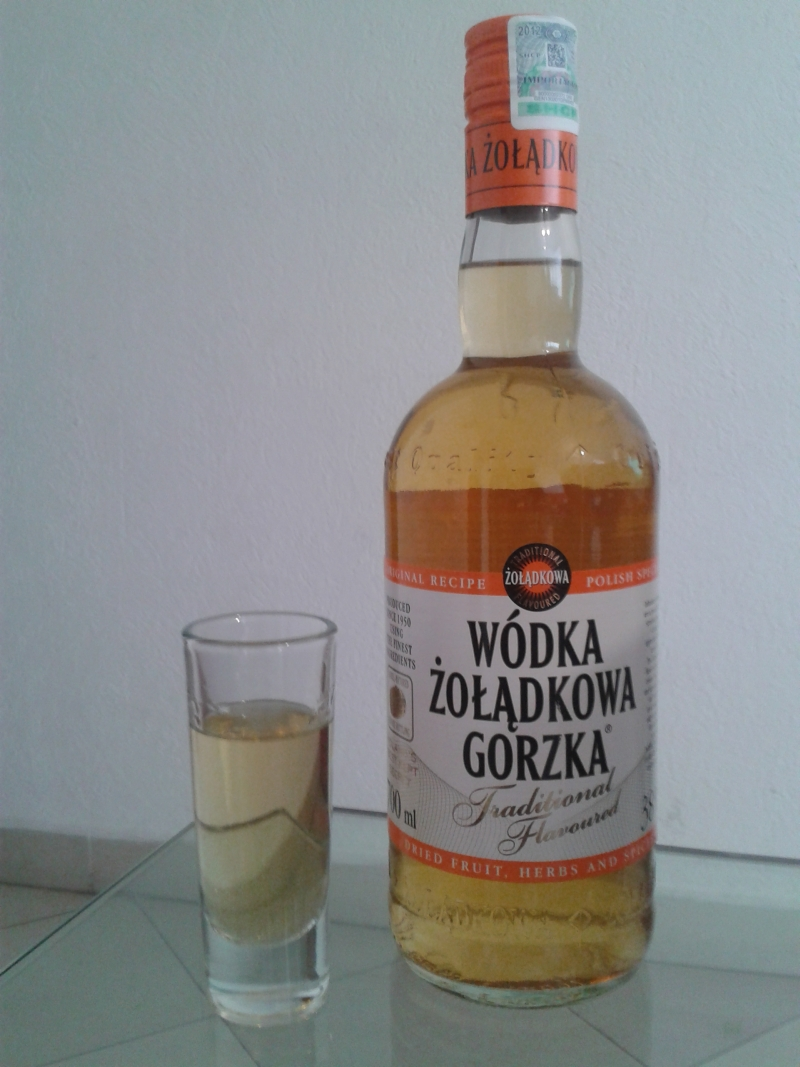
Żołądkowa Gorzka
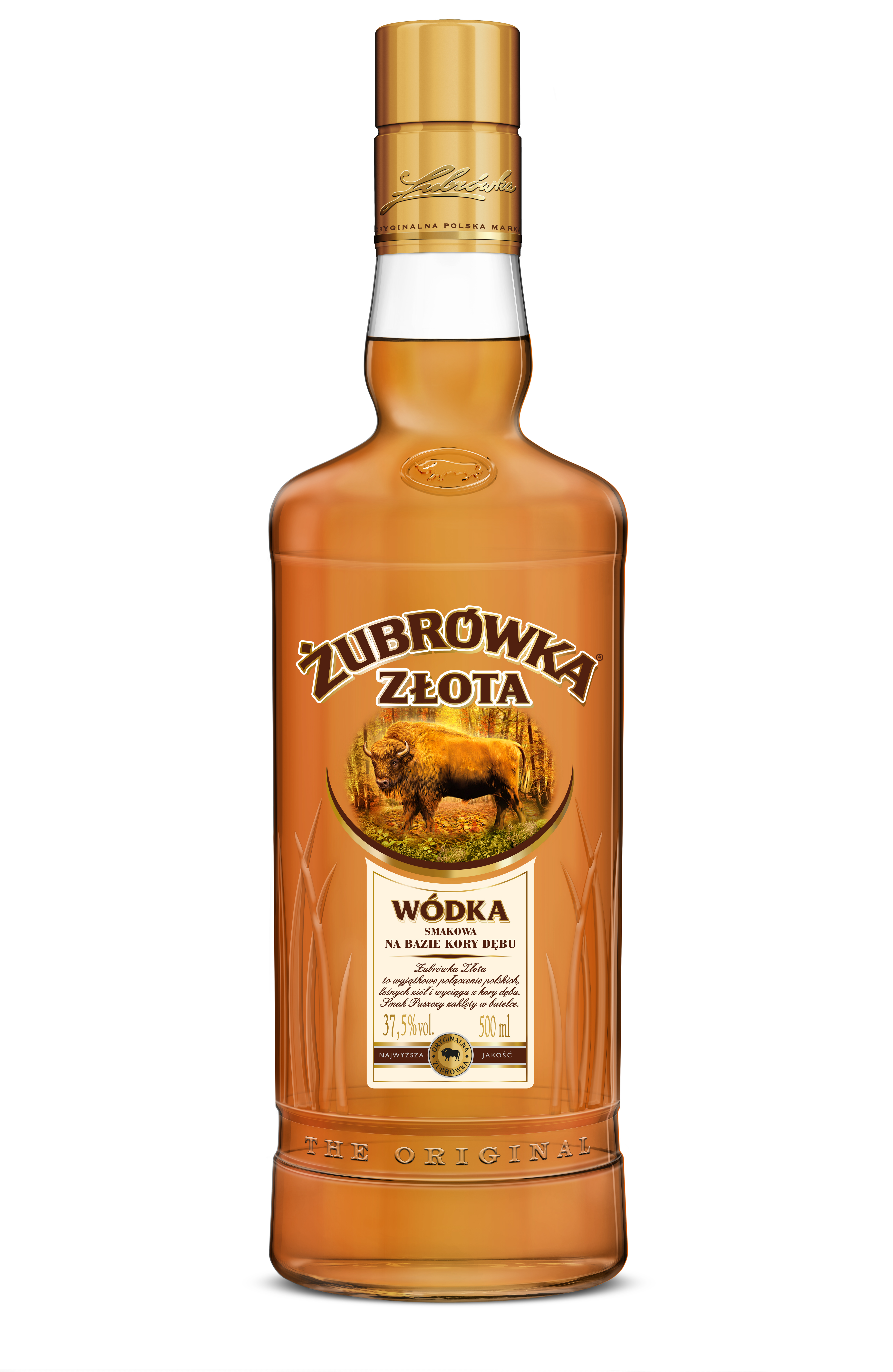
Żubrówka (Grasovka)